# سوت‌زن زرین لرد هاو
سوت‌زن زرین لرد هاو (نام علمی: Pachycephala pectoralis contempta)، که همچنین به عنوان سوت‌زن لرد هاو یا سوت‌زن زرین جزیره لرد هاو، و به‌طور محلی به عنوان «رابین» یا «رابین زرد» شناخته می‌شود، پرنده کوچکی از تیرهٔ سوت‌زن‌های نمادین (Pachycephalidae) است. این یک زیرگونه از سوت‌زن زرین استرالیایی است که بومی جزیره لرد هاو در دریای تاسمان، بخشی از نیو ساوت ولز، استرالیا است.
این سوت‌زن به جزیره لرد هاو محدود می‌شود، جایی که به‌طور گسترده در جنگل‌های بارانی نیمه گرمسیری بومی و همچنین در پوشش گیاهی بومی برجای مانده در کنار جاده‌ها در مناطق مسکونی توزیع می‌شود.